# Hirculus serpyllifolius
Hirculus serpyllifolius là một loài thực vật có hoa trong họ Saxifragaceae. Loài này được (Pursh) W.A. Weber miêu tả khoa học đầu tiên năm 1983.